# Wereldkampioenschappen triatlon 2017
Het ITU wereldkampioenschap triatlon 2017 bestond uit een serie van acht triatlonwedstrijden – zes op de olympische afstand (1500 meter zwemmen, 40 kilometer fietsen en 10 kilometer hardlopen) en drie op de sprintafstand (750m, 20km, 5km) – met de Grande Finale op 16 september in Rotterdam, Nederland. Op basis van de behaalde punten werd een eindklassement opgemaakt om de uiteindelijke wereldkampioen(e) te bepalen. Titelverdedigers waren de Spanjaard Mario Mola (mannen) en de Bermudaanse Flora Duffy (vrouwen). Beiden wisten hun titel met succes te verdedigen.

## Kalender WK-serie
| #           | Plaats     | Land                         | Datum               |
| ----------- | ---------- | ---------------------------- | ------------------- |
| 1           | Abu Dhabi  | Verenigde Arabische Emiraten | 3 + 4 maart 2017    |
| 2           | Gold Coast | Australië                    | 8 april 2017        |
| 3           | Yokohama   | Japan                        | 13 mei 2017         |
| 4           | Leeds      | Verenigd Koninkrijk          | 11 juni 2017        |
| 5           | Hamburg    | Duitsland                    | 15 juli 2017        |
| 6           | Edmonton   | Canada                       | 29 juli 2017        |
| 7           | Montreal   | Canada                       | 5 + 6 augustus 2017 |
| 8           | Stockholm  | Zweden                       | 26 augustus 2017    |
| Grand Final |            |                              |                     |
| 9           | Rotterdam  | Nederland                    | 16 september 2017   |

## Eindstanden
Top 10 met positie per wedstrijd

### Mannen
| #      | Naam                 | Vlag van Verenigde Arabische Emiraten | Vlag van Australië | Vlag van Japan | Vlag van Verenigd Koninkrijk | Vlag van Duitsland | Vlag van Canada | Vlag van Canada | Vlag van Zweden | Vlag van Nederland | Punten |
| ------ | -------------------- | ------------------------------------- | ------------------ | -------------- | ---------------------------- | ------------------ | --------------- | --------------- | --------------- | ------------------ | ------ |
| Goud   | Mario Mola           | 8                                     | 1                  | 1              | -                            | 1                  | 1               | 14              | 7               | 3                  | 4728   |
| Zilver | Javier Gómez Noya    | 1                                     | 4                  | 9              | -                            | 5                  | 6               | 1               | -               | 4                  | 4311   |
| Brons  | Kristian Blummenfelt | DNF                                   | -                  | 3              | 6                            | 9                  | 8               | 2               | 2               | 2                  | 4281   |
| 4      | Richard Murray       | 5                                     | 2                  | -              | -                            | 7                  | 3               | 3               | -               | 6                  | 4010   |
| 5      | Fernando Alarza      | 4                                     | 3                  | 2              | 3                            | DNF                | 9               | 31              | DNF             | 11                 | 3722   |
| 6      | Jonathan Brownlee    | -                                     | -                  | 42             | 2                            | -                  | 4               | 4               | 1               | 5                  | 3685   |
| 7      | Thomas Bishop        | 2                                     | -                  | 12             | 5                            | 12                 | -               | -               | 6               | 10                 | 3141   |
| 8      | Vincent Luis         | 3                                     | -                  | -              | 10                           | 4                  | 21              | -               | -               | 1                  | 3083   |
| 9      | Pierre Le Corre      | DNF                                   | -                  | -              | 8                            | 54                 | 7               | 9               | 3               | 7                  | 2894   |
| 10     | Ryan Sissons         | -                                     | 7                  | DNF            | -                            | 3                  | -               | 8               | 4               | 23                 | 2799   |

### Vrouwen
| #      | Naam              | Vlag van Verenigde Arabische Emiraten | Vlag van Australië | Vlag van Japan | Vlag van Verenigd Koninkrijk | Vlag van Duitsland | Vlag van Canada | Vlag van Canada | Vlag van Zweden | Vlag van Nederland | Punten |
| ------ | ----------------- | ------------------------------------- | ------------------ | -------------- | ---------------------------- | ------------------ | --------------- | --------------- | --------------- | ------------------ | ------ |
| Goud   | Flora Duffy       | -                                     | -                  | 1              | 1                            | 1                  | 1               | 2               | 1               | 1                  | 5200   |
| Zilver | Ashleigh Gentle   | -                                     | 2                  | 6              | 8                            | 2                  | -               | 1               | 3               | 6                  | 4320   |
| Brons  | Katie Zaferes     | 7                                     | 4                  | 2              | -                            | 4                  | 3               | 9               | DNF             | 2                  | 4302   |
| 4      | Kirsten Kasper    | 17                                    | 7                  | 3              | 4                            | 9                  | 9               | 5               | 8               | 4                  | 3819   |
| 5      | Andrea Hewitt     | 1                                     | 1                  | 23             | -                            | 6                  | -               | 3               | 10              | 11                 | 3774   |
| 6      | Jessica Learmonth | -                                     | -                  | 8              | 6                            | 17                 | -               | -               | 2               | 3                  | 3281   |
| 7      | Joanna Brown      | -                                     | 22                 | -              | -                            | 35                 | 7               | 4               | 4               | 5                  | 3181   |
| 8      | Rachel Klamer     | 4                                     | 25                 | 20             | -                            | 10                 | 6               | 6               | -               | 7                  | 3103   |
| 9      | Jolanda Annen     | 11                                    | -                  | 15             | -                            | 5                  | 5               | 13              | -               | 10                 | 2748   |
| 10     | Summer Cook       | 23                                    | 12                 | 12             | DNS                          | 29                 | 4               | -               | -               | 9                  | 2554   |

## Podium per wedstrijd
| #                      | Mannen | Mannen               | Tijd    | Vrouwen | Vrouwen           | Tijd    |
| ---------------------- | ------ | -------------------- | ------- | ------- | ----------------- | ------- |
| WTS Abu Dhabi          |        |                      |         |         |                   |         |
| 1                      | Goud   | Javier Gómez Noya    | 1:52:31 | Goud    | Andrea Hewitt     | 2:03:46 |
| 1                      | Zilver | Thomas Bishop        | 1:52:45 | Zilver  | Jodie Stimpson    | 2:03:46 |
| 1                      | Brons  | Vincent Luis         | 1:53:08 | Brons   | Sara Vilic        | 2:03:53 |
| WTS Gold Coast         |        |                      |         |         |                   |         |
| 2                      | Goud   | Mario Mola           | 0:52:35 | Goud    | Andrea Hewitt     | 0:58:03 |
| 2                      | Zilver | Richard Murray       | 0:52:39 | Zilver  | Ashleigh Gentle   | 0:58:07 |
| 2                      | Brons  | Fernando Alarza      | 0:52:44 | Brons   | Juri Ide          | 0:58:12 |
| WTS Yokohama           |        |                      |         |         |                   |         |
| 3                      | Goud   | Mario Mola           | 1:48:15 | Goud    | Flora Duffy       | 1:56:18 |
| 3                      | Zilver | Fernando Alarza      | 1:48:23 | Zilver  | Katie Zaferes     | 1:58:09 |
| 3                      | Brons  | Kristian Blummenfelt | 1:48:26 | Brons   | Kirsten Kasper    | 1:58:17 |
| WTS Leeds              |        |                      |         |         |                   |         |
| 4                      | Goud   | Alistair Brownlee    | 1:46:51 | Goud    | Flora Duffy       | 1:57:02 |
| 4                      | Zilver | Jonathan Brownlee    | 1:47:03 | Zilver  | Taylor Spivey     | 1:58:32 |
| 4                      | Brons  | Fernando Alarza      | 1:47:28 | Brons   | Alice Betto       | 1:59:36 |
| WTS Hamburg            |        |                      |         |         |                   |         |
| 5                      | Goud   | Mario Mola           | 0:54:08 | Goud    | Flora Duffy       | 0:59:00 |
| 5                      | Zilver | Jacob Birthwistle    | 0:54:20 | Zilver  | Ashleigh Gentle   | 0:59:31 |
| 5                      | Brons  | Ryan Sissons         | 0:54:23 | Brons   | Laura Lindemann   | 0:59:41 |
| WTS Edmonton           |        |                      |         |         |                   |         |
| 6                      | Goud   | Mario Mola           | 0:54:51 | Goud    | Flora Duffy       | 1:00:22 |
| 6                      | Zilver | Jacob Birthwistle    | 0:55:01 | Zilver  | Taylor Knibb      | 1:01:22 |
| 6                      | Brons  | Richard Murray       | 0:55:06 | Brons   | Katie Zaferes     | 1:01:51 |
| WTS Montreal           |        |                      |         |         |                   |         |
| 7                      | Goud   | Javier Gómez Noya    | 1:47:50 | Goud    | Ashleigh Gentle   | 1:59:04 |
| 7                      | Zilver | Kristian Blummenfelt | 1:48:05 | Zilver  | Flora Duffy       | 1:59:27 |
| 7                      | Brons  | Richard Murray       | 1:48:42 | Brons   | Andrea Hewitt     | 1:59:48 |
| WTS Stockholm          |        |                      |         |         |                   |         |
| 8                      | Goud   | Jonathan Brownlee    | 1:49:10 | Goud    | Flora Duffy       | 2:00:09 |
| 8                      | Zilver | Kristian Blummenfelt | 1:49:28 | Zilver  | Jessica Learmonth | 2:01:30 |
| 8                      | Brons  | Pierre Le Corre      | 1:49:28 | Brons   | Ashleigh Gentle   | 2:01:42 |
| Grand Final: Rotterdam |        |                      |         |         |                   |         |
| 9                      | Goud   | Vincent Luis         | 1:51:26 | Goud    | Flora Duffy       | 1:58:39 |
| 9                      | Zilver | Kristian Blummenfelt | 1:51:28 | Zilver  | Katie Zaferes     | 1:59:34 |
| 9                      | Brons  | Mario Mola           | 1:51:36 | Brons   | Jessica Learmonth | 2:00:57 |